# Tiliacora nigerica
Tiliacora nigerica är en tvåhjärtbladig växtart som beskrevs av Georges M.D.J. Troupin. Tiliacora nigerica ingår i släktet Tiliacora och familjen Menispermaceae. Inga underarter finns listade i Catalogue of Life.